# Thabang Lebese
Thabang Lebese (* 24. August 1973 in Soweto; † 22. Februar 2012 in Johannesburg) war ein südafrikanischer Fußballspieler.
Lebese, der über die Orlando Wanderers und die Orlando Hotspurs zu den Kaizer Chiefs kam, wechselte dort 1993 in den Profikader. Er bestritt am 25. Januar 1998 ein Spiel für die Südafrikanische Fußballnationalmannschaft im Rahmen des COSAFA Cup gegen Namibia, welches jedoch mit 3:2 verloren ging. Nach über 200 Spielen für die Chiefs, wechselte er 2000 zu Ria Stars nach Pietersburg. Dort konnte er innerhalb einer Saison in 28 Spielen acht Tore erzielen, bevor er zu den Orlando Pirates wechselte. Auch dort blieb er nur eine Saison und wechselte anschließend zu den Silver Stars, wo er jedoch auch nur für insgesamt acht Spiele auf dem Platz stand. Nach jeweils einer weiteren torlosen Saison bei den Moroka Swallows, den Black Leopards und dem Dynamos FC beendete er seine aktive Karriere.
Nach seiner aktiven Karriere war Lebese überwiegend in der Jugendförderung aktiv. Am 22. Februar 2012 starb er unerwartet im Alter von 38 Jahren.